# Anne Mowbray, 8. Countess of Norfolk

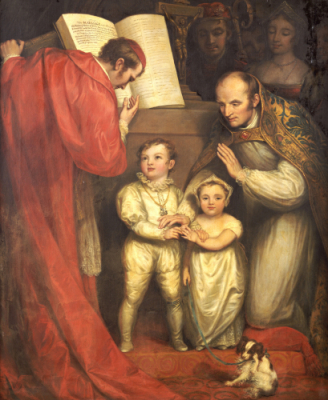
Hochzeit der Kinder Anne Mowbray und Richard Duke of York, Schabkunstblatt 1821, William Say nach James Northcote

Anne Mowbray, 8. Countess of Norfolk (* 10. Dezember 1472 Framlingham Castle, Suffolk; † 19. November 1481 in Greenwich), später Duchess of York und Norfolk, war die Tochter von John Mowbray, 4. Duke of Norfolk, und dessen Ehefrau Elisabeth Talbot.
Anne war das einzige Kind Mowbrays, das bei dessen Tod im Jahre 1476 noch am Leben war. Sie war somit eine wohlhabende Erbin und eine politisch hochwertige Heiratskandidatin. Bereits 1478 wurde eine Heiratsvereinbarung mit dem Haus York abgeschlossen, so dass es im gleichen Jahr am 15. Januar zu einer Heirat mit dem zweitältesten Sohn König Eduards IV., Richard of Shrewsbury, 1. Duke of York, kam. Auch für die damalige Zeit war die Verheiratung einer Fünfjährigen mit einem Vierjährigen anstelle einer politischen Verlobung sehr ungewöhnlich, aber so erlangte Eduard IV. Kontrolle über die großen Besitztümer seiner jungen Schwiegertochter. Annes Kindgatte Richard wurde zusätzlich mit der Würde eines Duke of Norfolk belehnt. So stellte diese sehr frühe Heirat die erhebliche Bedeutung der jungen Schwiegertochter des Königs heraus.
Am 19. November 1481 starb Anne in Greenwich im Alter von knapp 9 Jahren. Sie wurde in der St. Erasmus-Kapelle in der Westminster Abbey in einem Bleisarg begraben. Mit ihr erlosch die Erblinie der Familie Mowbray, die seit 1397/1401 die Dukes of Norfolk gestellt hatte. Das Herzogtum Norfolk ging in der Folge an die Familie Howard über, bei der es bis heute verblieben ist.
Als Heinrich VII. 1502 die Westminsterabtei erweitern ließ und die St. Erasmus-Kapelle der Lady Chapel weichen musste, wurde Annes Sarg in ein Gewölbe unter der Kirche überführt und geriet in Vergessenheit. 1964 stießen Bauarbeiter zufällig auf das Gewölbe. Annes sterbliche Überreste wurden 1965 wissenschaftlich untersucht und die Ergebnisse in verschiedenen Fachzeitschriften, so etwa bezüglich der Zähne unter dem Titel The Teeth of Anne Mowbray, veröffentlicht. Besondere Erwähnung fanden hierbei neben den Zähnen auch Annes rote Haare, die noch in Teilen erkennbar sind, sowie das gut erhaltene Leichentuch. Der Leichnam wurde nach der Untersuchung nahe seiner ursprünglichen Grabstätte erneut beigesetzt.